# Grupo MGA
MGA es un grupo empresarial español vinculado con la industria del entretenimiento. MGA, su empresa matriz, fue fundada en 1976 por Jaume Sanahuja i Junyent y desde entonces se ha dedicado a la fabricación, distribución y operación de máquinas recreativas. En 2001 el grupo fundó MGA Games, una subsidiaria enfocada en el mercado de los juegos de azar en línea. En 2012 la empresa lanzó al mercado el casino online y físico GoldenPark, seguido de TodoSlots, un sitio web enfocado en las máquinas tragamonedas. 

## Historia

### Inicios
MGA fue fundada en 1976 por Jaume Sanahuja i Junyent, un emprendedor nacido en 1951 en el municipio de Sabadell. A partir de los diez años, y durante el apogeo de las máquinas recreativas en España, Sanahuja empezó a acompañar a su padre Joan a instalar y reparar máquinas de pinball, y desde allí comenzó su afición por este tipo de tecnología. El mismo año de la fundación de MGA diseñó su primera máquina de juego premiada en España, y desde entonces se ha dedicado a comercializar este tipo de sistemas en salas de ocio y casinos.

### Centros de ocio familiar New Park
New Park fue una cadena pionera de centros de ocio familiar en España, desarrollada por Grupo MGA y se posicionó como una marca líder en entretenimiento familiar, marcando un hito en el sector al introducir un concepto innovador de ocio en el país.
El primer centro New Park abrió sus puertas en 1994 en Las Ramblas de Barcelona, en un espacio de más de 3.000 metros cuadrados. Este centro se convirtió rápidamente en un referente por su enfoque integral hacia el entretenimiento, al ofrecer una amplia variedad de actividades destinadas a toda la familia, desde zonas de juegos arcade hasta una zona de simuladores y realidad virtual.
Con el éxito del centro inaugural, Grupo MGA expandió la marca New Park por diferentes ciudades de España, consolidándola como una de las cadenas más importantes de ocio familiar del país. La propuesta de estos centros no solo innovó en cuanto al tamaño y variedad de actividades, sino también por su enfoque en ofrecer experiencias para diferentes rangos de edad, estableciendo un estándar en la industria del entretenimiento.

### MGA Games y otros proyectos
En 2001 el grupo creó una división de nuevas tecnologías, lo que dio paso a MGA Games, una filial de la compañía encargada de diseñar y distribuir juegos para casinos y casas de apuestas en línea. Las creaciones de MGA Games se han caracterizado por incorporar en sus temáticas personalidades de los medios y del deporte como Chiquito de la Calzada, Josef Ajram, Arévalo, Gemma Mengual, Mireia Lalaguna, Sonia Monroy, Poli Díaz y el Señor Barragán.
En 2012 la empresa lanzó al mercado GoldenPark, un casino en versión física y online que alberga principalmente juegos diseñados por el grupo, y que en los últimos años ha llegado a otros países de la región como Portugal. En 2015 el grupo puso en marcha un nuevo sitio dedicado a las máquinas tragamonedas, de nombre TodoSlots. Otro proyecto manejado por MGA es el Museo Sanahuja, una nave industrial ubicada en las afueras de Sabadell que alberga más de 600 máquinas recreativas de diversas épocas.

### Reconocimientos y actualidad
En 2018, MGA Games fue reconocido como el mejor proveedor tecnológico en los Premios eGaming. En la edición de 2022 de los premios Jdigital, la subsidiaria se coronó en las categorías de mejor producto y mejor iniciativa de promoción de la actividad del juego.
La sede central del grupo se encuentra en el Parque Tecnológico de Vallés, cerca del municipio de Sardañola del Vallés, y actualmente es dirigido por Joan y Enric Sanahuja, hijos del fundador. Los títulos de MGA Games están disponibles en casinos online en países como Canadá, México, Colombia, Argentina, Brasil, Portugal, Francia, Suecia y los Países Bajos, entre otros.